# Sarraziet
Sarraziet ist eine französische Gemeinde mit 241 Einwohnern (Stand: 1. Januar 2022) im Département Landes in der Region Nouvelle-Aquitaine. Sie gehört zum Kanton Chalosse Tursan und zum Arrondissement Mont-de-Marsan. 
Sie grenzt im Norden an Montsoué, im Osten an Vielle-Tursan, im Süden an Coudures und im Westen an Eyres-Moncube.

## Bevölkerungsentwicklung
| Jahr      | 1962 | 1968 | 1975 | 1982 | 1990 | 1999 | 2008 | 2017 |
| --------- | ---- | ---- | ---- | ---- | ---- | ---- | ---- | ---- |
| Einwohner | 166  | 160  | 161  | 153  | 161  | 153  | 197  | 240  |

## Sehenswürdigkeiten
- Burgruine